# Рукометна репрезентација Кипра
Рукометна репрезентација Кипра представља Кипар у међународним такмичењима у рукомету. Налази се под контролом Рукометног савеза Кипра. 

## Учешћа репрезентације на међународним такмичењима

### Олимпијске игре
Није учествовала

### Светска првенства
Није учествовала

### Европска првенства
Није учествовала